# Sons of New Mexico
Sons of New Mexico è un film del 1949 diretto da John English.
È un western statunitense a sfondo musicale con Gene Autry.

## Produzione
Il film, diretto da John English su una sceneggiatura di Paul Gangelin, fu prodotto da Armand Schaefer per la Gene Autry Productions e girato nel French Ranch a Thousand Oaks e nell'Iverson Ranch a Chatsworth, in California, e nel New Mexico Military Institute a Roswell, Nuovo Messico, dal 15 al 29 giugno 1949. Il titolo di lavorazione fu Sons of North Mexico.

## Distribuzione
Il film fu distribuito negli Stati Uniti dal 20 dicembre 1949 (anteprima a New York) al cinema dalla Columbia Pictures e nel gennaio del 1950. È stato distribuito anche nel Regno Unito con il titolo The Brat.

## Promozione
La tagline è: GENE AND CHAMPION RIDE WITH THE CAVALRY CADETS to blast a gambler's frame-up inside a killer's trap!.